# Campeonato Acreano 2015
In 2015 werd het 86ste Campeonato Acreano gespeeld voor clubs uit de Braziliaanse staat Acre. De competitie werd georganiseerd door de Federação de Futebol do Estado do Acre en werd gespeeld van 1 maart tot 27 juni. Rio Branco werd kampioen.

## Eerste fase
| Plaats | Club              | Wed. | W  | G | V  | Saldo | Ptn. |
| ------ | ----------------- | ---- | -- | - | -- | ----- | ---- |
| 1.     | Atlético          | 14   | 11 | 2 | 1  | 36:9  | 35   |
| 2.     | Rio Branco        | 14   | 9  | 3 | 2  | 48:12 | 30   |
| 3.     | Plácido de Castro | 14   | 7  | 2 | 5  | 23:19 | 23   |
| 4.     | Galvez            | 14   | 7  | 2 | 5  | 23:20 | 23   |
| 5.     | Amax              | 14   | 5  | 4 | 5  | 19:21 | 19   |
| 6.     | Vasco da Gama     | 14   | 3  | 2 | 9  | 22:35 | 11   |
| 7.     | Alto Acre         | 14   | 3  | 2 | 9  | 18:41 | 11   |
| 8.     | Náuas             | 14   | 2  | 1 | 11 | 9:41  | 7    |

|  | Geplaatst voor tweede fase |
|  | Degradatie                 |

## Tweede fase
|  | Halve finale      | Halve finale | Halve finale |   |        | Finale | Finale | Finale |
|  |                   |              |              |   |        |        |        |        |
|  | Atlético          | 1            | 1            |   |        |        |        |        |
|  | Galvez            | 1            | 2            |   |        |        |        |        |
|  | Galvez            | 1            | 2            |   | Galvez | 1      | 0      |        |
|  |                   |              |              |   | Galvez | 1      | 0      |        |
|  |                   | Rio Branco   | 2            | 2 |        |        |        |        |
|  | Rio Branco        | Rio Branco   | 2            | 2 | 2      | 2      |        |        |
|  | Rio Branco        |              |              |   | 2      | 2      |        |        |
|  | Plácido de Castro | 0            | 1            |   |        |        |        |        |

### Kampioen
| Campeonato Acreano de 2015      |
| Acre                            |
| ------------------------------- |
| RIO BRANCO Kampioen (45° titel) |